# شانزده (فیلم ۱۹۴۳)
«شانزده» (اسپانیایی: Dieciséis años‎) یک فیلم آرژانتینی به کارگردانی کارلوس اوگو کریستنسن است که در سال ۱۹۴۳ منتشر شد.